# George Campbell (1824-1892)
Pour les articles homonymes, voir George Campbell et Campbell.
George Campbell (né en 1824, mort en 1892), est un homme politique écossais du parti libéral.